# اتصال الأرض-القمر-الأرض

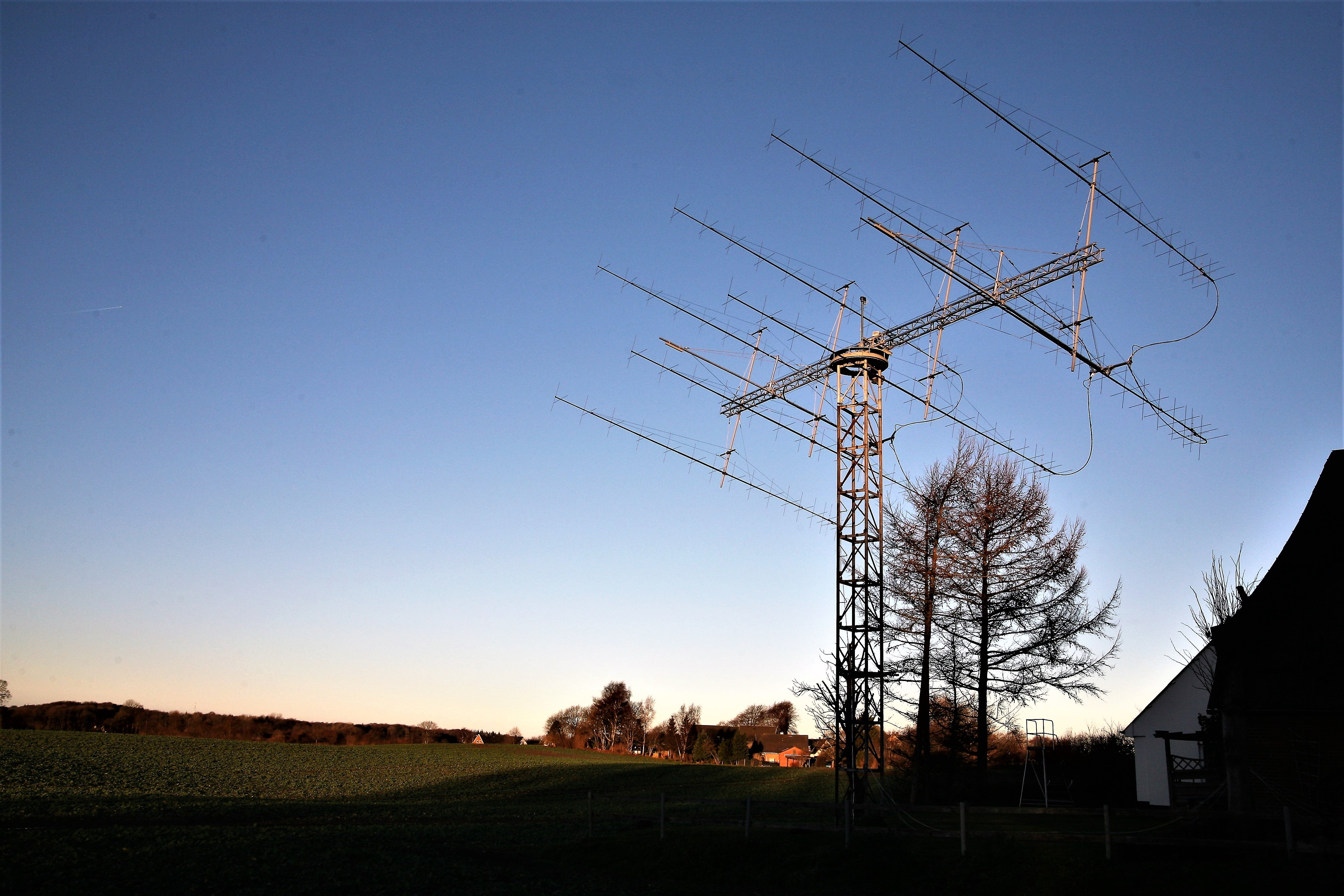
مجموعة هوائي راديو 256 El. H / V- المستخدمة في اتصالات أرض-قمر-أرض على تردد 144 ميغاهيرتز في ألمانيا.

اتصال الأرض-القمر-الأرض (بالإنجليزية: Earth–Moon–Earth communication)‏ وتُختصر إلى EME، تُعرف أيضًا باسم الارتداد من القمر، وهي وسيلة اتصالات راديوية تعتمد على نشر الموجات الراديوية من جهاز إرسال أرضي، ثم تُوجه هذه الموجات عبر انعكاسها من على سطح القمر لتعود مرةً أخرى إلى جهاز استقبال أرضي.

## اتصالات EME الحالية
يستخدم هواة اللاسلكي وسيلة EME في الاتصالات ذات الاتجاهين. تمثل هذه الوسيلة تحديًا لهواة اللاسلكي المهتمين بالاتصالات ذات الإشارة الضعيفة. وتقدم هذه الوسيلة أطول مسار اتصالات راديوية يمكن استخدامه بواسطة محطتين على الأرض.
استخدم هواة اللاسلكي حزمًا تردديةً من 50 ميغاهرتز حتى 47 غيغاهرتز بنجاح، ولكن تستخدم أغلب اتصالات EME حزم 2 متر، أو 70 سنتيمتر، أو 23 سنتيمتر. تضم أنماط التضمين الشائعة موجةً مستمرةً مع شفرة مورس، واتصالًا رقميًا (مثل برنامج JT65)، ويمكن أن يكون الاتصال صوتيًا عند سماح ميزانية الوصلة بذلك.
سمحت التطورات الحديثة في المعالجة الرقمية للإشارات بتنفيذ الاتصالات عبر وسيلة EME، مع معدل بيانات منخفض، بقدرات تصل إلى 100 واط وباستخدام هوائي واحد من نوع ياغي أودا.
حددت منظمة «أصداء أبولو» يوم 29 يونيو 2009 ليكون اليوم العالمي للارتداد من القمر، واحتفلت به على مستوى العالم باعتباره حدثًا سابقًا للذكرى الأربعين لهبوط بعثة أبولو 11 على القمر. ومن ضمن المعالم البارزة لهذه الاحتفالات، كان هناك لقاء عبر وسيلة الارتداد من القمر مع بيل أندرس، رائد الفضاء المشارك في بعثة أبولو 8 والذي كان ضمن الطاقم الاحتياطي لبعثة أبولو 11 أيضًا. تمكنت جامعة تسمانيا الأسترالية، باستخدام الهوائي المكافئ الخاص بها بقطر 26 متر، من إرسال البيانات لترتد من على سطح القمر، ليستقبلها هوائي ضخم آخر في هولندا بمرصد دفينجيلو الراديوي. وبعد حل إشارة البيانات بنجاح للحصول على البيانات الأصلية المرسلة، حققت هذه الإشارة رقمًا قياسيًا عالميًا؛ إذ كانت الأقل في القدرة ضمن جميع إشارات البيانات العائدة من القمر، بقدرة بث تصل إلى 3 ملي واط، ما يعادل جزء من 1000 من قدرة قنديل المصباح اليدوي. حُدد يوم 17 أبريل 2010 ليكون اليوم العالمي الثاني للارتداد من القمر، ما جعله متزامنًا مع الذكرى الأربعين لانتهاء بعثة أبولو 13.
في أكتوبر 2009، اقترحت فنانة الوسائط، دانييلا دي باوليس، لرابطة كامراس لهواة اللاسلكي القائمة بمرصد دفينجيلو الراديوي، استخدام وسيلة الارتداد من القمر لبث الصور الحية. ونتيجةً لاقتراحها، أجرى كل من يان فان ميلفيك، أحد هواة اللاسلكي برابطة كامراس، وهاو اللاسلكي دانيل غاوتشي أول بث لصورة حية عبر الارتداد من القمر باستخدام برنامج (MMSSTV) الحاسوبي مفتوح المصدر في ديسمبر 2009. أطلقت دي باوليس على هذه التقنية الإبداعية اسم «الارتداد المرئي من القمر»، وبدأت في استخدامها منذ عام 2010 في العديد من مشاريعها الفنية، بما يشمل العرض المباشر الذي أطلقت عليه «أوبتيكس»، والذي أُرسلت فيه الصور الرقمية إلى القمر لترتد من على سطحه وتعود إلى الأرض في الوقت الفعلي لتُعرض بشكل مباشر.